# Ritratto di Innocenzo Massimino
Ritratto di Innocenzo Massimino è un dipinto con tecnica pastello su carta  di Umberto Boccioni del 1908. È conservato a Milano presso il Museo del Novecento.